# إيرفينغ كامينغز
إيرفينغ كامينغز (بالإنجليزية: Irving Cummings) مواليد 09 أكتوبر 1888 في نيويورك - الوفاة 18 أبريل 1959 في لوس أنجلوس، هو ممثل ومخرج أمريكي بدأ مسيرته الفنية سنة 1903. امتدت مسيرته الفنية لأكثر من 56 عاما.

## الأعمال
- السوط
- لا تغيري زوجك
- الساذج
- في أريزونا القديمة
- الموكب الأبيض
- صديقتي سالي

## روابط خارجية
- إيرفينغ كامينغز على موقع IMDb (الإنجليزية)
- إيرفينغ كامينغز على موقع الموسوعة البريطانية (الإنجليزية)
- إيرفينغ كامينغز على موقع ألو سيني (الفرنسية)
- إيرفينغ كامينغز على موقع تيرنر كلاسيك موفيز (الإنجليزية)
- إيرفينغ كامينغز على موقع أول موفي (الإنجليزية)
- إيرفينغ كامينغز على موقع قاعدة بيانات برودواي على الإنترنت (الإنجليزية)
- إيرفينغ كامينغز على موقع قاعدة بيانات الأفلام السويدية (السويدية)
- إيرفينغ كامينغز على موقع إن إن دي بي (الإنجليزية)
- إيرفينغ كامينغز على موقع قاعدة بيانات الفيلم (الإنجليزية)
- إيرفينغ كامينغز على موقع كينوبويسك (الروسية)